# Audi Prologue
Audi prologue (укр. Ауді Пролог) — прототип люксового авто від німецького виробника Audi, який був показаний в листопаді 2014 на мотор-шоу в Лос-Анджелесі.

## Audi Prologue
Осінню 2014 року на мотор-шоу в Лос-Анджелесі компанія Audi презентувала Prologue. Цей прототип був призваний продемонструвати новий стиль направлення Audi. За дизайн відповідальний Марк Ліхт, відомий по своїй роботі над Volkswagen Golf VII. Серійна версія Prologue з'явиться не раніше 2017 року.

### Габарити
Автомобіль має у довжину - 5,100 мм, в ширину - 1,950 мм, у висоту - 1,390 мм, а колісна база складає - 3,040 мм.

### Технічні характеристики
Прототип побудований на новій платформі MLB, на ній же буде базуватися і наступне покоління флагманського седана А8. Під капотом у моделі встановлюється 4,0-літровий TFSI турбомотор V8. Потужність двигуна складе 605 к.с. і 750 Нм крутного моменту. Двигун працює спільно з 8-ступеневим «автоматом». До 100 км/год. автомобіль розганяється за 3,7 секунди.

### Обладнання
Audi Prologue відрізняється від поточних моделей бренду оптикою Matrix, решіткою радіатора, передніми спойлерами, 22-дюймовими колісними дисками. Кузова авто - купе. Двері автомобіля відкриваються за допомогою електромеханічного приводу, від традиційних дверних ручок інженери Audi вирішили відмовитися.

## Audi Prologue Piloted Driving
На виставці споживчої електроніки в Лас-Вегасі у 2015 році, компанія Audi представила оновлений прототип моделі Prologue. Автомобіль трішки змінився зовні, отримав нову силову установку, а також систему автономного управління.

### Технічні характеристики
У рух прототип приводиться за допомогою гібридної установки, до складу якої увійшов бензиновий наддувний мотор TFSI об'ємом 4,0 літра і електродвигун. Сукупна потужність складає 677 к.с. і 950 Нм крутного моменту. Розгін автомобіля з місця до 100 км/год - 3,5 секунди.

### Обладнання
Головною істотною зміною в порівнянні з попередньою версією Audi Prologue - наявність системи автономного управління. Як і A7 і A8, авто здатне без допомоги водія пересуватися на швидкості до 60 кілометрів на годину. Лазери, сканери та датчики дозволяють розпізнавати тип перешкод перед автомобілем і завчасно міняти смугу руху.
Інше обладнання залишилося таким самим, як і на звичайному Prologue.

## Audi Prologue Avant
25 лютого 2015 року, компанія Audi розсекретила новий концепт-кар, який отримав назву «Prologue Avant». Презентація універсала Prologue Avant відбулася 3 березня на автосалоні в Женеві.

### Габарити
Габаритна довжина прототипу становить 5,110 мм, ширина - 1,970 мм, а висота - 1,400 мм. Колісна база концепт-кара дорівнює 3,040 мм. Таким чином, Prologue Avant на 167 мм довше, на 96 мм ширша і на 61 мм нижче в порівнянні з серійним універсалом Audi A6 C7. Різниця у відстані між осями становить 128 мм на користь концепт-кара. Більш того, prologue Avant більше і прототипу prologue: авто на 10 мм довше, на 20 мм ширша і на 10 мм вище.

### Технічні характеристики
У рух «Audi Prologue» приводить форсована версія силової установки гібридного позашляховика Q7 e-tron. До її складу входять 3-літровий дизельний турбомотор потужністю 353 кінські сили, 135-сильний електродвигун, зібраний єдиним вузлом з 8-діапазонною автоматичною коробкою передач, а також літій-іонні батареї потужністю 14,1 кіловат-години. Сумарна віддача становить 455 сил і 750 Нм крутного моменту. З місця до 100 повнопривідний прототип розганяється за 5,1 секунди, а його максимальна швидкість обмежена електронікою на позначці в 250 км/год. Середня витрата палива «Prologue Avant» дорівнює 1,6 літра на 100 кілометрів пробігу. Тільки на електротязі прототип може проїхати 54 кілометри.
Прототип «Audi» також укомплектований повнокерованим шасі: за поворот задніх коліс відповідає електромотор. На невеликих швидкостях колеса на кормі повертаються в протилежну від передніх сторону. Максимальний кут становить 5°. На великих швидкостях задні колеса повертаються в одну сторону з передніми.

### Обладнання
В інтер'єрі «Audi Prologue Avant» розташовуються 4 дисплея. Один з них замінює собою приладову панель, ще два розташовуються ліворуч і праворуч від нього. Перший відповідає за управління світлотехнікою, а другий - за розважальні функції. Крім цього, сенсорний екран, виготовлений з органічних світлодіодів (OLED) плівки, розташовується перед селектором коробки передач. Він відповідає, за введення тексту і управління кліматичною установкою.
Такий екран може міняти свою форму: коли машина заглушена, його поверхня рівна, а з заведеним двигуном вона вигинається, що скорочує дистанцію до нього від лежачої на важелі коробки руки водія.
Присутні також і два планшетних комп'ютера для задніх пасажирів вбудовані в підголівники передніх кріслі. Цими гаджетами можна користуватися і за межами автомобіля. У людей на задніх кріслах також є можливість регулювати положення сидінь, змінювати налаштування кліматичної установки і аудіо-системи за допомогою сенсорних екранів, також зроблених з OLED-плівки.
У перелік обладнання Audi Prologue Avant також входять 22-дюймові колісні диски, карбон-керамічні гальма з 20-дюймовими дисками, пневматична підвіска, бездротова зарядка акумуляторів гібридної силової установки, а також лазерні матричні фари головного світла.

## Audi Prologue Allroad

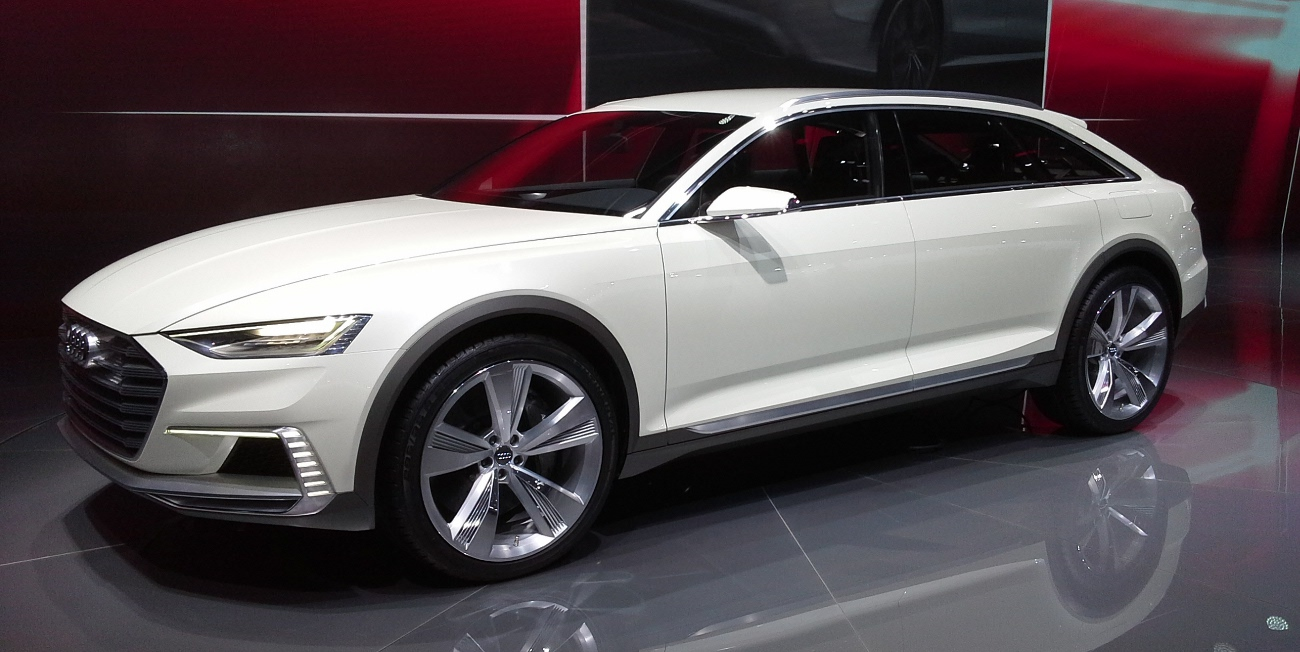
Audi Prologue Allroad

Компанія Audi представила позашляхову версію Prologue з приставкою "Allroad". Світова прем'єра відбудеться 20 квітня на Шанхайському автосалоні. Прототип є передвісником нової A6 Allroad, який вийде у 2017 році.

### Габарити
В порівнянні з Prologue Avant, кліренс Allroad був збільшений на 77 мм. Довжина складає 5,130 мм, що є на 185 мм більше третього покоління A6 Allroad.

### Технічні характеристики
Прототип базується на платформі MLB. Під капотом розташований гібридний 4,0-літровий TFSI V8 з подвійним турбонаддувом, розроблений у співпраці між Audi та Porsche. Енергія для електродвигуна забезпечується 14,1 кВт літій-іонним акумулятором, який встановлений в підлозі багажника, він може заряджатись як від розетки так і індуктивно. Коробка передач автоматична 8-ступенева. Загальна потужність складає 724 к.с. і 900 Нм крутного моменту. До першої "сотні" авто розганяється за 3,5 секунди, а середня витрата палива знаходиться на рівні 2,4 літри на 100 км пробігу. За допомогою лише електротяги, авто здатне подолати відстань у 54 км. Викиди CO2 на рівні 56 гр/км.

### Обладнання
Автомобіль повторює дизайн Prologue Avant, проте отримав розширені колісні арки, додатковий захист кузова пластиковим обвісом по периметру та 22-дюймові колісні диски за якими встановлено 20-дюймові вуглецево-керамічні гальма на всіх чотирьох колесах. Підвіска автомобіля - пневматична. Двері відкриваються за допомогою електромеханічного приводу. В салоні встановлено три сенсорних дисплея, два планшетних комп'ютера та нова мультимедійна система.